# Équipe des Pays-Bas féminine de hockey sur glace
Cet article traite de l'équipe féminine. Pour l'équipe masculine, voir Équipe des Pays-Bas de hockey sur glace.
L'équipe des Pays-Bas féminin de hockey sur glace est la sélection nationale des Pays-Bas regroupant les meilleures joueuses néerlandaises de hockey sur glace féminin lors des compétitions internationales. Elle est sous la tutelle de la Nederlandse IJshockey Bond. L'équipe des Pays-Bas est classée 18e sur 42 équipes au classement IIHF 2021 .

## Historique

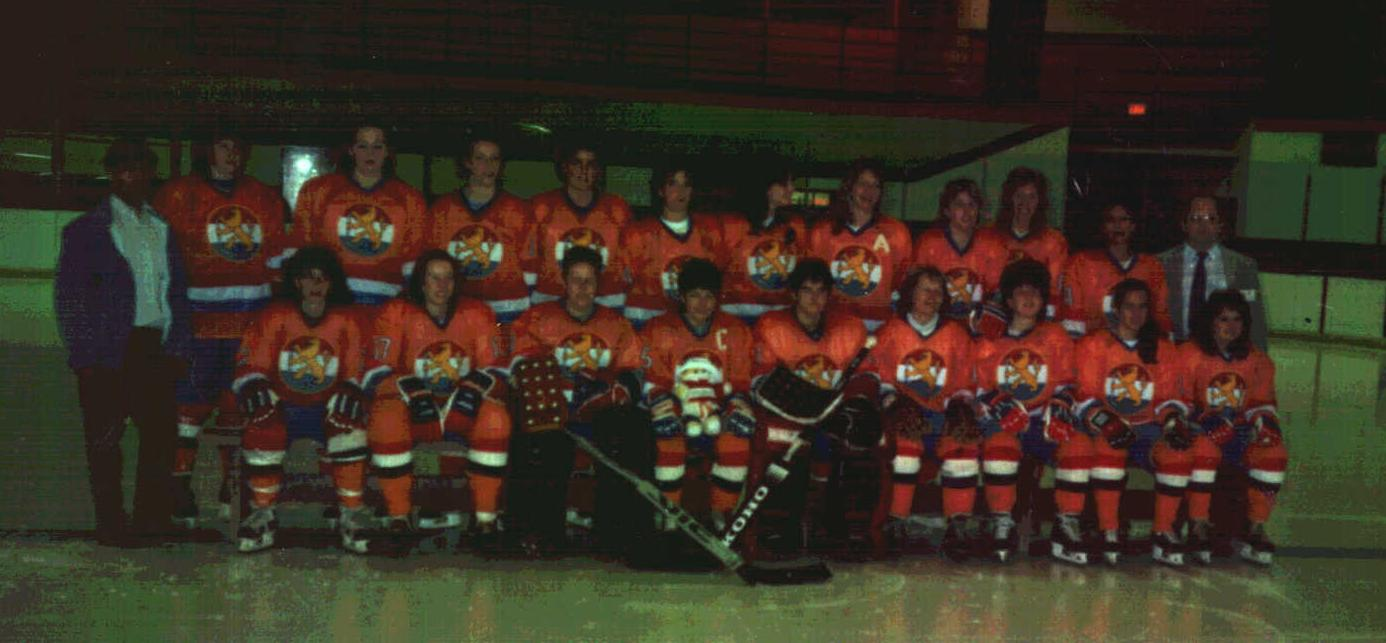
L'équipe des Pays-Bas en 1987.

## Résultats

### Jeux olympiques
L'équipe féminine des Pays-Bas n'a jamais participé aux Jeux olympiques.
- 1998-2010 — Ne participe pas
- 2014 — Non qualifié
- 2018 — Non qualifié
- 2022 —  Non qualifié

### Championnats du monde
Les Pays-Bas ont participé pour la première fois au championnat du monde féminin en 1999. Après deux éditions jouées dans les tournois de qualifications, les joueuses néerlandaises évoluent à partir de 2003 en Division II. Dernière en 2005, elles sont sauvées de la relégation à la suite de l'élargissement du groupe élite pour l'édition suivante. De nouveau dernière en 2009, elles sont cette fois reléguées en Division III mais n'y reste que le temps d'une édition.
- 1990-1997 — Ne participe pas
- 1999 — Seizième (8e du Groupe B)
- 2000 — Vingt-et-unième (5e des qualifications pour le Groupe B)
- 2001 — Dix-huitième (1er du groupe A des qualifications pour la Division II)
- 2003 — Dix-neuvième (5e de Division II)
- 2004 — Dix-neuvième (4e de Division II)
- 2005 — Vingtième (6e de Division II)
- 2007 — Vingtième (5e de Division II)
- 2008 — Vingtième (5e de Division II)
- 2009 — Vingt-et-unième (6e de Division II)
- 2011 — Vingtième (1er de Division III)
- 2012 — Dix-neuvième (5e de Division IB)
- 2013 — Seizième (2e de Division IB)
- 2014 — Dix-huitième (4e de Division IB)
- 2015 — Seizième (2e de Division IB)
- 2016 — Vingtième (6e de la Division IB)
- 2017 — Vingt-deuxième (2e de la Division IIA)
- 2018 — Vingt-deuxième (1re de Division IIA)[4]
- 2019 — Dix-septième (1re de Division IB)
- 2020 — Pas de compétition en raison de la pandémie de coronavirus[5]
- 2021 — Pas de compétition en raison de la pandémie de coronavirus [6].
- 2022 — Quinzième (5e de Division IA)

Note :  Promue ;  Reléguée

### Championnats d'Europe
Les Pays-Bas ont participé à trois des cinq éditions.
- 1989 — Huitième
- 1991 — Dixième
- 1993 — Ne participe pas
- 1995 — 6edu Groupe B
- 1996 — Ne participe pas

### Ligue élite féminine de hockey
Afin de donner de l'expérience à ses meilleures joueuses, la sélection des Pays-Bas intègre en 2010 la Ligue élite féminine de hockey, une compétition internationale de clubs opposant des équipes venant de pays d'Europe centrale. L'équipe ne participe qu'à deux éditions.
| Saison    | PJ | V | VP | DP | D  | Pts | BP | BC | Classement | Séries éliminatoires |
| --------- | -- | - | -- | -- | -- | --- | -- | -- | ---------- | -------------------- |
| 2010-2011 | 14 | 3 | 3  | 0  | 8  | 15  | 35 | 50 | Sixième    | Non qualifié         |
| 2011-2012 | 20 | 7 | 1  | 0  | 13 | 20  | 40 | 76 | Cinquième  | Pas de séries        |

### Classement mondial
| Année | Rang | Points | Progression |
| ----- | ---- | ------ | ----------- |
| 2003  | 19   | 570    | -           |
| 2004  | 19   | 1 330  | ±0          |
| 2005  | 19   | 1 505  | ±0          |
| 2006  | 20   | 935    | -1          |
| 2007  | 21   | 1 300  | -1          |
| 2008  | 21   | 1 480  | ±0          |
| 2009  | 21   | 1 645  | ±0          |
| 2010  | 23   | 1 095  | -2          |
| 2011  | 22   | 1 265  | +1          |
| 2012  | 21   | 1 480  | +1          |

| Année      | Rang | Points | Progression |
| ---------- | ---- | ------ | ----------- |
| 2013       | 20   | 1 750  | +1          |
| Fév. 2014  | 18   | 1 935  | +2          |
| Avril 2014 | 18   | 2 715  | ±0          |
| 2015       | 17   | 2 575  | +1          |
| 2016       | 19   | 2 330  | -2          |
| 2017       | 20   | 2 050  | -1          |
| Fév. 2018  | 21   | 2 580  | -1          |
| Avril 2018 | 21   | 2 540  | ±0          |
| 2019       | 21   | 2 415  | ±0          |
| 2020       | 18   | 2 315  | +2          |
| 2021       | 18   | 2 155  | ±0          |

## Équipe moins de 18 ans

### Championnat du monde moins de 18 ans
- 2008 — Non qualifié
- 2009-2017 — Ne participe pas
- 2018 — 1re des qualifications pour la Division IB
- 2019 — 6e de Division IB
- 2020 — 2e de Division IIA
- 2021 — Pas de compétition en raison de la pandémie de coronavirus